# Rachel Nicol
Rachel Nicol (ur. 16 lutego 1993 w Reginie) – kanadyjska pływaczka specjalizująca się w stylu klasycznym, wicemistrzyni świata na krótkim basenie i finalistka igrzysk olimpijskich.

## Kariera
W lipcu 2015 roku na igrzyskach panamerykańskich w Toronto zdobyła srebro w sztafecie 4 × 100 m stylem zmiennym i brąz na 100 m stylem klasycznym.
Kilkanaście dni później, podczas mistrzostw świata w Kazaniu zajęła szóste miejsce w sztafecie 4 × 100 m stylem zmiennym. W konkurencji 50 m stylem klasycznym uzyskała czas 31,04 i uplasowała się na dziesiątej pozycji ex aequo z reprezentantką Belgii Fanny Lecluyse. Na dystansie dwukrotnie dłuższym była jedenasta z wynikiem 1:07,24 min.
Na igrzyskach olimpijskich w Rio de Janeiro na 100 m żabką z czasem 1:06,68 zajęła piąte miejsce. Nicol płynęła też w sztafecie zmiennej 4 × 100 m, która zarówno w eliminacjach jak i finale poprawiła rekord Kanady i została ostatecznie sklasyfikowana na piątej pozycji.
W grudniu 2016 roku podczas mistrzostw świata na krótkim basenie w Windsorze wraz z Kylie Masse, Katerine Savard i Penny Oleksiak zdobyła srebrny medal w sztafecie 4 × 100 m stylem zmiennym. Na dystansie 100 m stylem klasycznym była ósma, uzyskawszy w finale czas 1:05,48. 
Na mistrzostwach świata w Budapeszcie w 2017 roku zajęła ósme miejsce w konkurencji 50 m stylem klasycznym (30,80). Na 100 m stylem klasycznym z czasem 1:07,03 uplasowała się na dziesiątej pozycji.